# Nokia N92
 (janvier 2021).
Si vous disposez d'ouvrages ou d'articles de référence ou si vous connaissez des sites web de qualité traitant du thème abordé ici, merci de compléter l'article en donnant les références utiles à sa vérifiabilité et en les liant à la section « Notes et références ».
Le Nokia N92 est un téléphonie mobile appartenant à la Série N manufacturée par le fabricant finlandais Nokia. Cet appareil est présenté par son constructeur comme son tout premier téléphone portable destiné à la télévision mobile.
Fonctionnant sous le système Symbian OS et tirant parti de la plate-forme « Series S60 », le téléphone est commercialisé en Europe, Afrique et Asie au cours de l’année 2006.